# 梅普爾格羅夫鎮區 (密歇根州巴里縣)
梅普爾格羅夫鎮區（英語：Maple Grove Township）是位於美國密歇根州巴里縣的一個行政鎮區。

## 地方資料
梅普爾格羅夫鎮區的面積為93.30平方千米，當中陸地面積為93.00平方千米，而水域面積為0.30平方千米。根據2020年美國人口普查的數據，當地共有人口1599人，而人口密度為每平方千米17.14人。